# Бобові
Бобові (Fabaceae або Leguminosae) — родина дводольних роздільнопелюсткових рослин. Налічує понад 500 родів і близько 17 100 видів, поширених на всій земній кулі.
Кормові боби — давня культура. Їх вирощували 6 тисяч років до нашої ери. Батьківщиною їх вважають Північну Америку, Єгипет, Центральну Азію, звідки вони потрапили до Європи. Кормові боби поширені у всіх частинах світу.
Широко вирощують кормові боби в Китаї, Індії, Австралії. Багато кормових бобів у країнах Європи: Німеччині, Польщі, Чехії, Великій Британії, а також у країнах Балтії та Білорусі. Площа під кормовими бобами у світі становить близько 5 млн га.
У стародавні часи боби використовували в їжу і за поживністю їх прирівнювали до хліба. До появи квасолі звичайної і картоплі, які відрізняються більш високими смаковими якостями, найважливішою продовольчою культурою в Центральній Європі були кормові боби.
Однак з відкриттям Америки і введенням в культуру картоплі та квасолі продовольче значення бобів знизилося.
У часи Київської Русі сіяли кінські кормові боби вже в XI столітті, про це є запис у Новгородських літописах.
До кінця останнього десятиліття 20 століття в Африці ця культура займала площу 708 тис.га, врожайність становила 100 ц/га, в Азії — 2259 тис. га і збирали по 123 ц/га, в Європі — 380 тис.га та отримували по 209 ц/га. Великий інтерес до бобових культур у наш час проявляють в Китаї та Індії, то є країни з великою кількістю населення, де використовують їх на харчові цілі.
В останні роки інтерес до кормових бобів як джерела рослинного білка з високим потенціалом насіннєвої продуктивності помітно зріс.

## Морфологія
Бобові належать до різноманітних життєвих форм — однорічних та багаторічних трав'янистих рослин, напівкущів, кущів, дерев, ліан. Листки здебільшого з прилистками, пірчасто- або пальчастоскладні, рідше прості; іноді пластинки листків мало-розвинуті або редуковані, а їхню функцію виконують листовидні черешки (філодії) або зелені стебла (кладодії). Квітки двостатеві, здебільшого неправильні, рідше правильні, з подвійною оцвітиною, поодинокі або в суцвіттях, частіше в китицях. Тичинок 4, 5, 10 або більше. Маточка з одного плодолистка, з верхньою одногніздою зав'яззю. Плід — біб, здебільшого багатонасінний, розкривний, рідше — однонасінний, нерозкривний. Формула Ч(5) П(2)+2+1 Т(9)+1 М1.

## Будова квітки

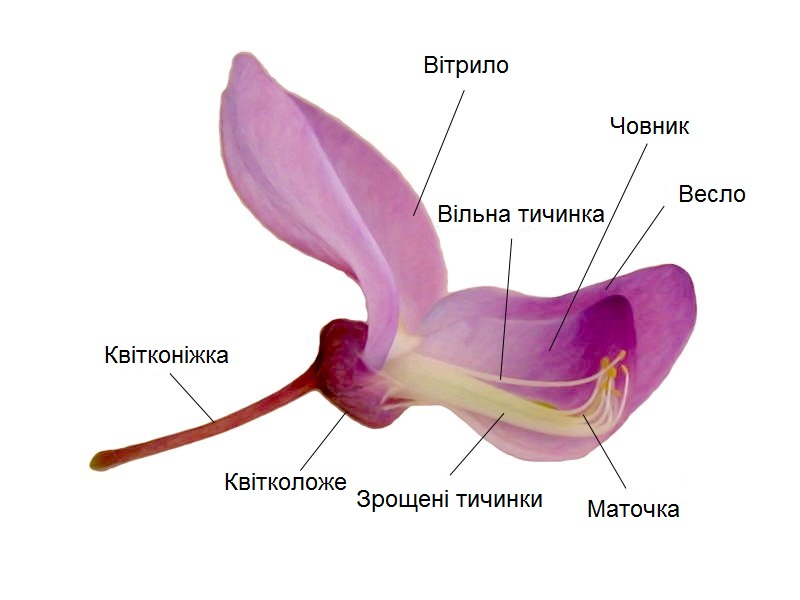
Будова квітки бобових на прикладі Wisteria sinensis. Одну пелюстку видалено

Для типових представників родини (бобових підродини Метеликові) характерний своєрідний метеликовий тип квітки. Він зигоморфний (тобто з єдиною віссю симетрії, складається з п'яти пелюсток, кожна з яких має власну назву:
- Вітрило або прапор (vexillum) — верхня, найбільша пелюстка, зазвичай яскраво забарвлена. Окремі частини пелюстки мають власні назви: верхня широка — вигин, нижня вузька — нігтик.
- Весла або крила (alae) — дві бокових вужчих пелюстки
- Човник або кіль (carina) — дві нижніх пелюстки, злиплених або зрощених крайками у верхній половині. Усередині човника знаходяться тичинки та гінецей. У деяких рослин, наприклад, кліторії (Clitoria), квітконіжка перекручена на 180 градусів, тому весла з човником знаходяться не у нижній частині вінчика, а у верхній.

Чашечка (квітколоже) у рослин з таким типом квітки — п'ятичасткова неспадна.

## Систематика
Бобові поділяють на 3 підродини: Мімозові (Mimosoideae), Цезальпінієві (Caesalpinioideae) і Метеликові (Papilionoideae), які ряд авторів вважає за окремі родини, об'єднуючи їх в порядок Leguminosales. Бобові відомі з крейдяного періоду; в Україні рештки їх знайдено в еоценових відкладах Середнього Придніпров'я і в сарматських відкладах Причорномор'я. Філогенетично бобові через підродину мімозових тісно зв'язані з підродиною Spiraeoideae родини розоцвітих.

## Україна

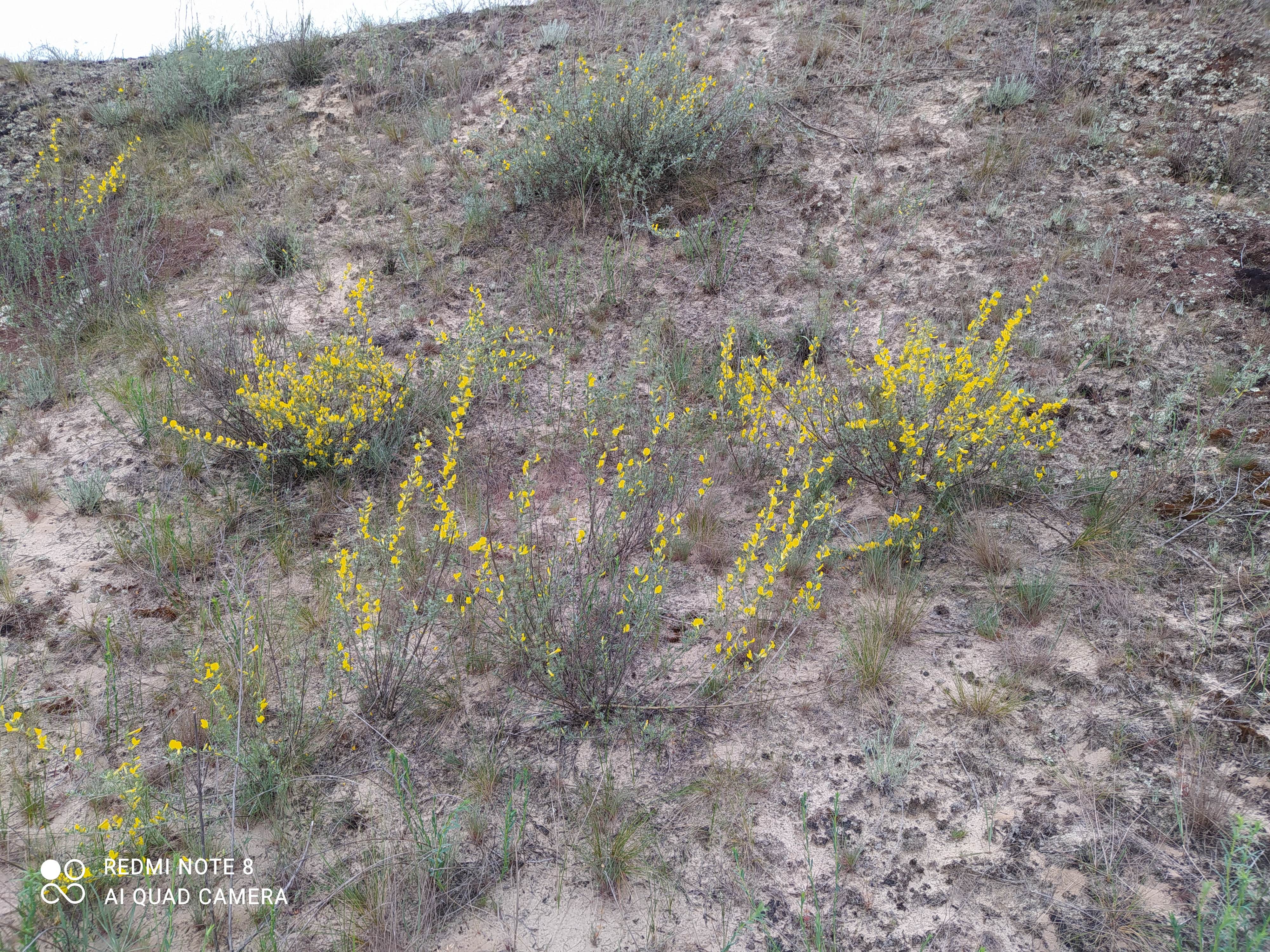
Дніпровська зіновать (Chamaecytisus borysthenicus – світлолюбна рослина, невибаглива до родючості ґрунту. То й не дивно, що вона –звичайний компонент українських степів, зокрема - у Національному природному парку «Олешківські піски» (фото)

В Україні росте близько 310 видів, які становлять майже 6 % видів дикорослої флори країни. Бобові мають велике господарське значення. Серед них є чимало багатих на білкові речовини та вітаміни харчових рослин (квасоля, горох, боби, сочевиця, арахіс та ін.) та кормових (види люцерни, конюшини, еспарцету, чини, горошку та ін.). Бобові культури — горох, квасоля, боби — вирізняються високим вмістом білка, і за поживністю їх прирівнюю до м'яса, а за калорійністю вони перевершують багато овочевих культур. Деякі види дають цінні речовини: бальзами (міроксилон, копаїфера), гумі та дубильні речовини (аравійські акації та ін.), камеді (трагакантові астрагали), барвники (індигофера, дрік красильний та інші), цінну деревину (кампешове, чорне, червоне та сандалове дерева). Деякі види бобових використовують у медицині (термопсис, солодець, буркун, калабарський біб, касія). Багато бобових — декоративні рослини (альбіція, гліцинія, робінія, запашний горошок та ін.). Бобові підвищують родючість ґрунту, оскільки на їх коренях селяться бульбочкові бактерії, що засвоюють атмосферний азот. На полях бобові інколи використовують як зелене добриво.